# 脇田璃奈
脇田 璃奈（わきた りな、1998年7月31日 - ）は、日本の元アイドル。女性アイドルグループカレッジ・コスモスの元メンバーである。埼玉県出身。東京理科大学経営学部2年のときに、ミス理科大コンテスト2018グランプリを受賞 。non･noカワイイ選抜 。姉は元カレッジ・コスモスの脇田茉奈。

## 現在の活動
- non-noカワイイ選抜

## 主な活動歴
- 子役恋物語 シーズン4 [3](テレビ東京 ピラメキーノ)。
- 滝口成美 with Control-S[4][5]。
- カレッジ・コスモス 2019年10月24日、学業専念のため同年10月31日をもってカレッジ・コスモスを卒業[6]と発表。

## コンテスト受賞歴
- ミス理科大コンテスト2018 グランプリ
- Miss of Miss Campus Queen Contest2019 ファイナリスト [7]。